# Holland tartomány történelme
Holland, a Németalföld egyik történelmi régiója; 1840 óta két részre, Noordholland (Észak-Holland) és Zuitholland (Dél-Holland) tartományra tagolódik. A „holland” elnevezés Dordrecht környékének nevéből (Holtland-"fás föld") származik. 

## Kezdetek
Holland eredete a 12. század elejére nyúlik vissza, amikor a Német-Római Császárság hűbérbirtoka volt. Egy grófi család állt az élén, amely a 9. századig vezette vissza eredetét. A nemesi dinasztia a 10. században, a partvidéket ért viking pusztítások elmúltával újra felbukkant, és a mai Noordhollandban fekvő birtokából kiindulva terjeszkedni kezdett észak felé a frízek kárára, valamint keletre és délre is, így aztán háborúk egész sorát vívta az utrechti püspökökkel. Hollandia egyik korai grófja (III. Dirk), legyőzte az utrechti püspökök seregeit, meghódította a mai Zuidholland nagy részét, majd 1018-ban a császári hadak felett is győzedelmeskedett Vlaardingen erődjénél, amit ő emeltetett a Maas (Meuse) torkolatvidékénél a hajóforgalom megadóztatására.

## Fénykora
Holland a 13. században, Dirk utódainak idején érte el legnagyobb kiterjedését, bár Zeelandot csak 1323-ban hódította meg. Az 1170. évi tengerbetörés, amelynek következtében a Zuiderzee (IJsselmeer) kialakult, megváltoztatta Holland területét. II. Vilmos (1234–1256 Holland grófja) szorgalmazta a szárazföld visszahódítását, a vízi utak és a gátak karbantartását és, hogy elősegítse a városi fejlődést, kereskedelmi kiváltságokat adományozott a tartomány gyarapodó városaink. 1247-ben IV. Konrád németországi ellenfelei őt választották meg német királlyá is. Holland-ház őse, I. Dirk 922-ben a Karoling III. (Együgyű) Károlytól kapta az eredeti hűbérbirtokot; leszármazottai egészen 1299-ig, 14 nemzedéken át uralkodtak. Ekkor I. Avesnes-i János, Hainaut grófja, aki I. Jánosnak, a réi Holland-ház utolsó fejének a rokona volt, II. János néven egyesítette Hollandot Hainaut-val.
Az Avesnes-dinasztia idején folytatott nagyszabású földvisszanyerési munkálatok gazdasági fellendülést hoztak, a városokat pedig a növekvő kereskedelmi forgalom és a fejlődő halászat gazdagította. A IV. Vilmos halála (1345) után kirobbant örökösödési vita hosszas polgárháborúba torkollott a két rivális frakció, a Horgok (Hoeken)és Tőkehalak (Kabeljauwen) pártja között, amelyek idővel az egymással szemben álló arisztokrácia és a polgárság képviselői lettek.Az utódlás kérdését végül a Witelsbach-ház beavatkozása döntötte el, amelynek tagjai felvették Holland, Zeeland és Hainaut grófja címet, míg 1433-ban át nem kellett adniuk a hatalmat III. (Jó) Fülöp burgundiai hercegnek.
A burgundiai grófok idején Holland gazdasági felvirágzása töretlenül folytatódott a jövedelmező heringhalászatnak és a szállítás fejlődésének köszönhetően. Fülöp fiának, Merész Károlynak uralkodása uralkodása alatt azonban Holland megsínylette a súlyos adókat, Károly 1477-ben bekövetkezett halála és a központi kormány összeomlása után Holland és a többi burgundiai birtok Habsburg-kézbe került (1482). IV. (Szép) Fülöp (I. Fülöp néven spanyol király), Merész Károly unokája 1494-ben lett nagykorú, és 12 éves uralkodása alatt Holland ismét felvirágzott. Halála után fia, II. Károly (később V. Károly néven Német-Római császár) követte a trónon. Károly 1555-ben lemondott Németalföldről fia, a későbbi II. Fülöp 1559-ben I. Orániai Vilmost (Hallgatag Vilmost) nevezte ki Holland, Zeeland és Utrecht kormányzójává (stadhouder). Vilmos vezetése alatt 1572-től Holland és Zeeland lett a Spanyolország elleni németalföldi lázadás központja. Holland és a többi 6 észak-német alföldi tartomány 1581-ben kimondta függetlenségét Spanyolországtól. A régi rend utolsó maradványai 1587 végén tűntek el, amikor Holland az Egyesült Tartományok egyik szuverén köztársasága lett. A 17-18. században Holland tartomány a rendi gyűlés kormányozta. 1608-tól kezdve ez a testület 19 küldöttből állt, akik közül 1 a nemességet, 18 pedig a városokat képviselte, és mindegyiknek egy-egy szavazata volt. A fontos ügyekben, például a hadüzenet és a békekötés, a pénzügyek és az adók kérdésében a rendek egyhangú döntésére volt szükség. Amikor a rendi gyűlés nem ülésezett, a tartomány folyamatos ellenőrzése a delegált tanácsnokoknak feladata volt, akik a közigazgatási teendők mellett a rendek határozatainak végrehajtásáért is feleltek. A 17. században Holland volt a Holland Köztársaság vezető ereje, és a következő 100 évben fővárosa, Amszterdam Európa legfontosabb kereskedelmi központjává fejlődött. E gazdasági és társadalmi hegemónia következtében vitték át nevét több idegen nyelvben a németalföldi köztársaságra, majd a királyságra.